# ...e fu il sesto giorno
...e fu il sesto giorno è il primo album dei Metamorfosi, pubblicato dalla Vedette Records nel maggio del 1972.

## Tracce
Testi e musiche di Enrico Olivieri e Jimmy Spitaleri
Lato A
1. Il sesto giorno – 4:36
2. ...e lui amava i fiori – 4:38
3. Crepuscolo – 9:05

Durata totale: 18:19
Lato B
1. Hiroshima – 5:23
2. Nuova luce – 3:55
3. Sogno e realtà – 5:57
4. Inno di gloria – 3:29

Durata totale: 18:44

## Musicisti
- Jimmy Spitaleri - voce, flauto
- Enrico Olivieri - voce, organo elettrico, clavicembalo, pianoforte, flauto, sintetizzatore
- Roberto Turbitosi - voce, basso
- Mario Natali - batteria, percussioni
- Luciano Tamburro - chitarra ritmica, chitarra solista